# Geranosaurus atavus
Il geranosauro (Geranosaurus atavus) è un dinosauro ornitischio, probabilmente appartenente agli Eterodontosauridi. Visse nel Giurassico inferiore (circa 195 milioni di anni fa) e i suoi resti fossili sono stati ritrovati in Sudafrica.

## Classificazione
Questo animale è noto solo grazie ad alcuni resti frammentari rinvenuti in Sudafrica e descritti da Robert Broom nel 1911. Questi fossili includono una mandibola e parte delle zampe posteriori. A causa della frammentarietà dei resti e dell'assenza di valore diagnostico, Geranosaurus è considerato un nomen dubium. In ogni caso, Geranosaurus è stato classificato come un rappresentante degli eterodontosauridi, un gruppo di dinosauri ornitischi dall'insolita dentatura. Il nome generico, Geranosaurus, deriva dal greco e significa “lucertola gru” a causa delle zampe posteriori dell'animale, simili a quelle di un uccello. L'epiteto specifico, atavus (“antenato”), è in riferimento all'antichità dell'animale.